# 航海法案
航海法案（The Navigation Acts），又譯作航海條例，是指西元1651年10月克伦威尔领导的英吉利共和国议会通过的第一个保护英国本土航海贸易垄断的法案，以后该法案不断修改完善，为此还引发了与海上强国荷兰的战争（见英荷战争）。但是航海条例也限制了英国殖民地经济的发展，因此成為美國獨立戰爭的發生因素之一。航海条在1663年、1673年和1696年三度更改，原因是当时的英国政府想进一步防止非法商人违反航海条例而向非英国本土国家出售未经加工的货物。

## 主要內容
1. 只有英國或其殖民地所擁有、製造的船隻才可以運裝英國殖民地的貨物。
2. 政府指定某些殖民地產品只准許販運到英國本土或其他英國殖民地，包括如煙草、糖、棉花、靛青、毛皮等。
3. 其他國家的製造產品，必須經由英國本土，而不能直接運銷殖民地。
4. 限制殖民地生產與英國本土競爭的產品，如紡織品等。

## 实施效果
航海法案颁布后的三年内，英国共俘获了1400艘荷兰船只，包括120艘军舰。1654年3月，英国在海上已经拥有140艘军舰。荷兰在第一次英荷战争失败后与英国缔结和约，相当于让出了海上霸主的地位，同时也放弃对航海法案修改的要求。同年，英国先后与瑞典、葡萄牙和丹麦签订和平通商条约。航海法案从此在欧洲得到眾國的广泛认可。
第二次英荷战争之后，英国放宽了航海法案，变相承认了战争的失败。

## 法案影響和廢除
航海法案訂立的目的，在於保障英國本土的產業發展，並排除其他歐洲國家尤其是荷蘭在貿易上的競爭，這是當時重商主義思想下的產物，也對於英國资本主义的发展有重要作用。但這樣的限制對殖民地的人民來說，不管在購買商品或販賣產品上的十分不便，因此造成各殖民地，尤其英國北美殖民地人民對此感到不滿，成為美國獨立戰爭的原因之一。
到了十九世紀，英國在工業革命之後，逐漸採行自由貿易政策，因此在1849年廢除大部分航海法案，至1854年，所有的航海貿易的限制完全廢除。